# Wine Dierickx
Wine Dierickx est une actrice belge née en 1978 à Saint-Nicolas en Belgique.

## Filmographie[1],[2]

### Films

#### Courts métrages
- 2005 : De twijfelaar de Jeroen Willekens : Inne
- 2011 : Dura Lex d'Anke Blondé : Kristi
- 2013 : Wolfsmelk de Hans Vercauter : Ans

#### Longs métrages
- 2003 : Any Way the WInd Blows de Tom Barman : Sharon
- 2004 : Steve + Sky de Felix Van Groeningen : Nikita
- 2006 : Maybe Sweden de Margien Rogaar : Rene
- 2007 : Blind de Tamar van den Dop : Soeur #1
- 2007 : Dagen zonder lief de Felix van Groeningen : Zwarte Kelly
- 2008 : Nowhere Man de Patrice Toye : Serveuse
- 2010 : La révélation de Hans-Christian Schmid : Jule Svensson
- 2010 : Smoorverliefd de Hilde Van Mieghem : Barbara Miller
- 2011 : Het varken van Madonna de Frank Van Passel : Maria Glorie
- 2014 : Plan Bart de Roel Mondelaers : Sarah
- 2016 : Loft d'Erik Van Looy : Elsie Seynaeve
- 2016 : Monsieur Grenouille (Meester Kikker) d'Anna van der Heide : Professeur Suzan
- 2019 : The Best of Dorien B. d'Anke Blondé : Liesbeth, collègue de Jeroen
- 2020 : Becoming Mona (Kom hier dat ik u kus) de Sabine Lubbe Bakker et Niels van Koevorden : Marie
- 2020 : Dreamlife de Melvin Moti : Anna

### Séries télévisées
- 2002 : Recht op recht - 1 épisode : An-Sofie
- 2004 : Witse - 1 épisode : Esmée Rondelez
- 2005 : Enneagram - 1 épisode : Présentatrice
- 2013 : Connie & Clyde - 3 épisodes : Greta
- 2014 : Code 37 - Saison 3, 1 épisode : Marie Delfosse
- 2015 : Urgence disparitions - 1 épisode : Kathleen Ongena
- 2018 : The Day (De Dag) - Saison 1, 8 épisodes : Kathleen
- 2018 : Professor T. - 1 épisode : Julie Everaert
- 2023 - Interview met de geschiedenis - 1 épisode : Elisabeth

## Distinctions
- 2016 : Theo d'Or